# Jordi Vidal Reynés
Jordi Vidal Reynés   (Jerez de la Frontera, 3 de gener de 1965) és un professor, escriptor, crític i historiador mallorquí.
Va néixer circumstancialment a Jerez, on son pare (aviador) estava destinat. Es va llicenciar en Filosofia i Lletres per la Universitat de les Illes Balears (UIB) el 1988 i exerceix com a professor d'ensenyament secundari (especialitat de Geografia i Història) des de 1990. En paral·lel a la seva tasca docent, ha dut a terme una tasca constant com a escriptor, investigador i divulgador sobre temes especialment relacionats amb art, arquitectura i esport, així com altres aspectes històrics i socials. Ha publicat llibres, articles en premsa i revistes especialitzades i ha participat en programes de ràdio i televisió de les Illes Balears.
És col·laborador habitual de mitjans escrits de Mallorca com el suplement literari Bellver en Abril (Diario de Mallorca), Campus Obert (Última Hora), o el portal ploma.cat, i va ser columnista del desaparegut diari El Mundo-El Día de Baleares (2001-2007). A més, ha participat en programes radiofònics d’IB3 Ràdio i Ona Mediterrània.
També ha participat en revistes especialitzades com el Bolletí de la Societat Arqueològica Lul·liana (BSAL), Estudis Baleàrics, Lluc, El Mirall, Temps Moderns i Eivissa; ha coordinat o participat en diverses publicacions d'investigació i va formar part de l’equip redactor de la Gran Enciclopèdia de Mallorca. És membre de la Societat Arqueològica Lul·liana i de l'Institut d'Estudis Eivissencs; és soci del Grup d'Ornitologia Balear (GOB). Ha participat en seminaris, congressos i jornades d’estudis locals d'arreu de Mallorca. Des de 2025 és director de narrativa de l'editorial Documenta Balear.

### Llibres
- Història del RCD Mallorca (1916-2004). Palma: Documenta Balear, 2005 ISBN 84-96376-16-8 en col·laboració amb Miquel Vidal Perelló (català)[6]

- Guillem Reynés Font : Arquitectura i art a Mallorca. Antologia de textos. Palma: Documenta Balear, 2006 ISBN 978-84-96376-58-8 (català)[7][8]

- Dentista de cocodrilos. Palma: Documenta Balear, 2007 ISBN 978-84-96841-47-5 (castellà)

- Els quatre elements: articles (1987-2012). Palma: Documenta Balear, 2013 ISBN 978-84-15432-29-6 (català)

- Lliure elecció de vers. Palma: El Puig Gros Publicacions, 2015 (català)

- Un siglo con el RCD Mallorca. 1916-2016. Palma: Comisión Centenario del Real Mallorca, 2016 ISBN 978-84-608-7936-7 en col·laboració amb Miquel Vidal Perelló (castellà)[9]

- Vidálicas. Palma: El Puig Gros Publicacions, 2019. PM-45-2019 (català) (castellà)

- El pájaro cuerdo. Dietario desordenado. Palma: Documenta Balear, 2024 ISBN 978-84-19956-13-2 (castellà)[10]

### Coordinador
- «Josep Font i Trias (1913-2000)». Estudis Baleàrics, núm. 86-87. Palma: IEB, 2007 (català) ISSN 0212/3703

- Ferran Pujalte Vilanova: Els pioners de la industrialització a les illes balears i altres escrits. Edició a cura de Jordi Vidal i Antoni Nadal. Palma: Documenta Balear, 2008 ISBN 978-84-96841-64-2 (català)

- Cent anys de l’aviació a Mallorca (1910-2010). Estudis Baleàrics, núm. 98-99. Palma: IEB, 2010 (català) ISSN 0212/3703